# Mitrocomella frigida
Mitrocomella frigida is een hydroïdpoliep uit de familie Mitrocomidae. De poliep komt uit het geslacht Mitrocomella. Mitrocomella frigida werd in 1910 voor het eerst wetenschappelijk beschreven door Browne. 